# Eepad
Eepad est une entreprise algérienne, fondée en 1991 par Nouar Harzallah. Elle est le premier fournisseur d'accès internet privé d'Algérie. L'année 2009 a été marquée par la volonté de l'opérateur public, Algérie Télécom d'entrer dans son capital.

## Historique
EEPAD est le 1er fournisseur privé d'accès à l'internet ADSL haut débit en Algérie. Reconnue en Algérie comme une société  pionnière dans les technologies de l'information, EEPAD a été créée en 1991 par Nouar Harzallah, à une époque où les nouvelles technologies de l’information et de la communication étaient encore émergentes en Algérie.
Spécialisée dans la formation à distance, EEPAD a vite utilisé l’internet, vers la fin des années 1990, pour fiabiliser son produit même si c’était du RTC (accès internet bas débit).
Douze années après sa création, EEPAD se lance, en 2003, dans l’ADSL à haut débit pour devenir le 2e opérateur algérien de l’accès à haut débit avec ASSILA puis fournisseur de la téléphonie sur IP (VoIP) avec ASSILABOX en juin 2006.
Eepad propose également des « Business solutions » aux entreprises, ce qui lui permet d’acquérir une certaine notoriété auprès des professionnels.
Cet élan dans la recherche et l’investissement, fera de l’opérateur des services sur internet quelque temps après, en juillet 2008, la 1re entreprise algérienne à lancer le service Five play : ASSILABOX II, soit la connexion  ADSL haut débit, la téléphonie IP (VoIP), la vidéo à la demande et la TV sur IP ainsi que de la musique et les jeux online.
Avec 62 points de vente à travers l’Algérie, EEPAD est implantée dans 42 wilayas et compte plus de 80 000 abonnés actifs ADSL et plus de 1 500 cyber-cafés connectés à l’ADSL Assila.
Fournisseur de solutions informatiques appliquées, EEPAD dispose d’une usine de montage de PC portables « ZALA » à Annaba inaugurée par le président de la République, Abdelaziz Bouteflika, au mois de mai 2007, d’une division recherche et développement, d’une direction d’exploitation et de maintenance, d’un centre national de maintenance, d’une unité de développement de logiciels à Montréal et d’un centre d'appel.
EEPAD, qui dispose également d’une plateforme de téléenseignement dédiée pour les élèves préparant le BAC et le BEM, a lancé dernièrement une seconde plateforme tarbiatic ou école numérique. Elle consiste en la mise en réseau des différents acteurs de l’école comme l’administration, l’élève, les enseignants et les parents.

## L'affaire des relations avec Algérie Télécom
EEPAD, en tant que fournisseur, a été brutalement déconnecté d'internet par Algérie Télécom durant 4 jours, du 14 au 18 mai 2009. D'après ce dernier, EEPAD n’a pas respecté le calendrier établi de payement d'une créance faramineuse non payée à ce jour, causant un manque à gagner en millions de dinars à l’opérateur historique.
Une situation qui a surtout pénalisé l’importante clientèle abonnée chez EEPAD. AT, concurrent direct d'EEPAD, a même menacé de résilier définitivement l’abonnement d’accès à internet à ce fournisseur d'accès au 26 mai 2009, s'il n’honorait pas ses redevances. Le 16 mai 2009, le PDG et fondateur d'EEPAD, Nouar Harzallah, a avancé pour se défendre et en guise de début d'explication  : « Si l’on me pousse à travers ces pressions à ouvrir mon capital, ils ont bien tort car je ne suis pas à vendre ».
Le conflit a été notamment orchestré au travers des événements suivants :  
- Algérie Telecom, pour une supposée erreur dans son système de gestion, a omis de facturer ses clients providers en 2007, ce qui a engendré des sommes colossales exigées par la suite ;
- la décision, brutale et sans concertation, de l'ancien ministre des Télécommunications de baisse générale et immédiate de 50 % des tarifs de l'ADSL a sérieusement pénalisé et défavorisé les ISP face à AT, car en amont cette baisse n'a pas été répercutée sur les tarifs appliqués par AT envers ses clients fournisseurs d'accès, tels EEPAD ;
- AT n'accepta pas de compenser aux ISP les milliers d'heures de déconnexion subies, soit une journée pour 3 heures de déconnexion ;
- EEPAD a déclaré respecter ses engagements envers AT en tenant compte de l'échéancier signé par les deux parties sans omettre de régler à l'amiable le différend sur les heures de déconnexion et sur la baisse des tarifs de l'ADSL.

Le 2 septembre 2009, AT, sans prévenir, coupe de nouveau l'accès à Internet à 28 000 clients EEPAD (dont 9 ambassades et 720 entreprises). EEPAD pense alors qu'il s'agit d'une perturbation ponctuelle sur le débit de son réseau internet à l'est du pays. Mais lorsqu'il apprend que c'est de nouveau l'opérateur historique, le PDG et fondateur d'EEPAD cède sous la pression du ministre et propose d'ouvrir son capital à AT à hauteur de 60 %. Toutefois le conseil d'administration de l'entreprise publique refuse cette solution et déclare alors préférer faire disparaitre EEPAD en récupérant ses employés, non payés pendant 10 mois, ainsi que ses clients potentiels,,,,,.
Cet épisode révèle ainsi que cette affaire a servi au gouvernement algérien à transmettre un signal fort aux investisseurs et opérateurs étrangers potentiels dans ce secteur, au risque de retarder encore plus son adhésion à l'OMC ,,,.
Le conflit entre Algérie Telecom et EEPAD est toujours en cours mais EEPAD revient en force en 2014 grâce à sa nouvelle plateforme My Zala Multiscreen et OTT offrant de multiples services et contenu E-commerce, games, ringstone, wall paper, animation, VOD, LIVE, SPORTS avec de prestigieux fournisseurs de contenus francophones et arabophones supporté par DVB (STB), tablette, ordinateur portable et HDMI Key Connect TV.

## Structure et filiales de l'entreprise
EEPAD dispose de :
- une usine de Montage de PC portables située à Annaba et inaugurée par le Président de la République A. Bouteflika en mai 2007 ;
- une division Recherche & Développement ;
- une direction d’exploitation et de maintenance ;
- une division Business & Marketing ;
- un centre d'appel (numéros d'appel : 1599, 0982 082 082, 09820 0 0820) ;
- un centre national de maintenance ;
- une unité de développement de logiciels.

## Évolution des offres d'accès à Internet
Depuis l’ouverture du secteur, l’EEPAD offrait l’accès à Internet avec  :
- le RTC en 1999 ;
- l’ADSL haut débit (Assila) en 2003 ;
- la téléphonie IP (Assilabox) en 2006 ;
- le téléenseignement (Clicforma.com) sous sa nouvelle version en 2006 ;
- Programme TarbiaTic en mars 2008 ;
- le Five Play en juillet 2008.

## Détails des offres actuelles
CLICFORMA
Clicforma est une plateforme de téléenseignement qui héberge des dispositifs de formation permettant d’assurer des formations à distance par internet.
Conviviale, multi utilisateurs en arabe et français, sa structure est conçue pour simuler de véritables centres virtuels de formation.
Clicforma est un outil qui permet de diffuser des contenus de formation sous forme de documents, images, vidéos, fichier audio, etc.
Bac 2009, après les  francs succès enregistrés par les opérations Bac 2006, 2007, et 2008 avec plus de 8 000 candidats au test d’évaluation des connaissances (BAC blanc), EEPAD a renouvelé cette expérience de soutien scolaire au profit des élèves préparant le BAC et le BEM sur sa plateforme algérienne de formation en ligne : www.Clicforma.com
TARBIATIC
Ce projet a été initié à partir :
- de la volonté d'EEPAD de participer à la modernisation de l’école algérienne ;
- du succès du dispositif de soutien scolaire www.clicforma.com ;
- de mettre en réseau l’école, les enseignants, les élèves et leurs parents ;
- d’améliorer la visibilité et le pilotage du système d’information de l’éducation ;
- de familiariser les élèves à l’usage de la technologie pour mieux apprendre et mieux comprendre la société numérique dans laquelle ils évoluent ;
- de promouvoir des méthodes d’enseignement et d’apprentissage alternatives innovantes et de développer des usages contrôlés de l’internet pour du travail collectif (grâce au Wi-Fi) ;
- aux élèves en difficulté de poursuivre leur scolarité à distance.

LE FIVE PLAY
Depuis le 2 juillet 2008, EEPAD offre pour ces clients cinq services à la fois que sont :
- l’Internet en illimité ;
- la téléphonie IP ;
- accès aux programmes de chaînes de télévisions ;
- des cours de soutien au BEM et le BAC ;
- la vidéo  à la demande (VOD) ;
- des jeux ;
- de la musique.